# Diocle di Siracusa (legislatore)
Diocle di Siracusa (in greco antico: Διοκλῆς?, Dioklês; V secolo a.C. – Siracusa, ...) è stato un giurista siceliota, ricordato dai Siracusani, che gli dedicavano onori divini, per un codice di leggi che da lui prese il nome.

## Nel racconto diodoreo

### Il dialetto arcaico e la spedizione ateniese
Diocle sarebbe in realtà una figura mitica che Diodoro Siculo confonderebbe con il Diocle di Siracusa; demagogo della polis aretusea durante la metà del V secolo a.C.
Lo storico di Agira afferma che il legislatore onorato dai Siracusani avrebbe lasciato loro una serie di leggi scritte in una lingua talmente arcaica che Timoleonte, e in seguito Gerone II, quando vi posero mano per aggiornare la costituzione della polis, ebbero difficoltà nella traduzione a causa della remota scrittura, non più in uso.
Ma lo storico va incontro ad una contraddizione quando afferma che lo stesso Diocle avrebbe crudelmente infierito contro i prigionieri ateniesi, detenuti nella polis dopo la spedizione ateniese in Sicilia. Ciò vorrebbe dire che il legislatore sarebbe vissuto verso la fine del V sec. a.C., un periodo che mal si accorda con la notizia di un dialetto così arcaico da non essere più compreso dai Siracusani, vissuti appena mezzo secolo dopo la fine di quegli eventi bellici.

### Tempio in onore di Diocle e leggi dioclee

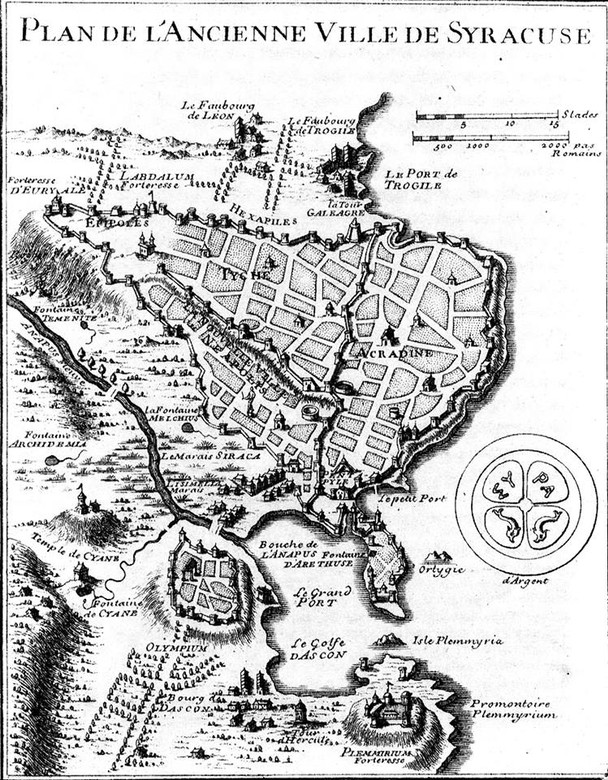
Diodoro parla di un antico tempio eretto a Siracusa in onore del mitico legislatore

Il De Sanctis teorizza la seria possibilità che Diodoro sia stato tratto in inganno da un tempio sacro dedicato a Diocle il legislatore ed eretto nel perimetro siracusano, che egli scambia erroneamente per un edificio costruito in memoria del demagogo: avversario politico di Ermocrate, le cui leggi, per quanto valide, non potevano certo suscitare nei Siracusani un rispetto e una venerazione tale da indurli ad erigere un edificio sacro in suo onore; soprattutto considerando il fatto che il Diocle demagogo, a differenza del suo omonimo ben più arcaico, era pienamente coinvolto nel conflitto politico di inizio IV sec. a.C. e che fu per questo esiliato dalla polis..
Inoltre, secondo il De Sanctis, non era possibile che Siracusa non avesse avuto un codice di leggi d'epoca arcaica, come lo avevano avuto altre città del Mediterraneo: codice di antiche leggi che appunto avrebbe potuto darle un Diocle dal dialetto ormai in disuso, non le leggi ben più recenti del demagogo di IV sec. a.C.
Lo storico confronta quindi le legislazioni del tempo, analizzando la durata delle stesse. Al tempo di Cicerone, vissuto nel II sec. a.C., Roma si trovava ancora sotto le Leggi delle XII tavole - emanate nel V sec. a.C. Nello stesso periodo a Locri - fino al tempo di Polibio - vigevano ancora le arcaiche leggi di Zaleuco - emanate nel VII sec. a.C. Considerando dunque la durata di tali legislature nel mondo antico, non sorprenderebbe se anche Siracusa avesse mantenuto le proprie leggi da un tempo arcaico fino al tempo di Timoleonte e Gerone II, quando esse vennero abrogate del tutto. Non troverebbe invece spiegazione l'abrogazione di un così buon codice emanato nella seconda metà del V sec. a.C. e già rivisitato nemmeno un secolo dopo.

### Il suicidio
Secondo Diodoro Siculo, Diocle fu vittima della sua stessa legislazione, per averla trasgredita si trafisse a morte. Questo evento ricorda quanto si narra sulla morte di Caronda e di Zaleuco di Locri.
(Diodoro Siculo, Biblioteca storica, libro XIII, cap.V)

## La figura mitica
La figura mitica di Diocle trarrebbe le sue origini nella Grecia continentale: a Megara si celebravano infatti le feste dioclee, mentre compare un Diocle presso Eleusi, dove l'eroe apprese i misteri eleusini dalla dea Demetra (citato negli inni omerici tra i signori di Eleusi), e ancora a Tebe si ha notizia di un altro mitico Diocle, significativamente d'origine corinzia (Corinto era la madrepatria di Siracusa), il quale diede alla città greca una ligislazione. I tebani dicono inoltre che questo Diocle si trasferì presso di essi con l'amante Filolao: un corinzio appartenente alla nobile famiglia dei Bacchiadi, ovvero la medesima stirpe dalla quale si faceva discendere Archia: il mitico fondatore di Syrakousai.
E dai corinzi, colonizzatori di Siracusa, il mito di Diocle venne trasferito nella nuova fondazione siciliana. I Siracusani elessero l'eroe, tramandato culturalmente dai primi coloni dell'Istmo, come loro legislatore, onorando la sua figura con la costruzione di un tempio sacro.